# 100 % bio
Pour plus de détails, voir Fiche technique et Distribution.
100 % bio est un téléfilm français réalisé par Fabien Onteniente, diffusé le 5 janvier 2021 sur France 3,.
Le téléfilm a été tourné au Pays basque. Initialement, le film était prévu pour le cinéma, mais a finalement été tourné pour France Télévisions.

## Synopsis
À Sare, dans le Pays basque, Gabi Moreno désespère de voir sa charcuterie être reprise par l'un de ses enfants. Lorsque sa fille Marie tombe enceinte de son compagnon Thomas, cette dernière décide de se rendre dans sa famille pour tenter d'annoncer la nouvelle. Elle y retrouve sa tante Hortensia, célibataire endurcie, ainsi que ses deux frères Peio et Mikel. Mais peu après, Thomas débarque par surprise. Gabi est bouleversé lorsqu'il apprend que le jeune homme est végan...

## Fiche technique
- Réalisation et scénario : Fabien Onteniente
- Producteur : Sidonie Cohen de Lara
- Producteur délégué : Thierry Langlois
- Photographie : Pierric Gantelmi d'Ille
- Son : Alexandre Verwaerde
- Sociétés de production : Troisième Oeil Story, La Chaussette rouge, France télévisions
- Musique : Jean-Yves D'Angelo
- Durée : 90 minutes
- Pays :  France
- Genre : Comédie
- Date de diffusion : 5 janvier 2021

## Distribution
- Didier Bourdon : Gabi Moreno
- Catherine Jacob : Hortensia Moreno
- Lolita Chammah : Marie Moreno
- Nicolas Bridet : Thomas Dubreuil
- Olivier Barthélémy : Peio
- Thomas Goldberg : Mikel
- Jérémy Lorca : Bertrand
- Fabienne Galula : Sandrine Leroy
- Olga Mouak : Flo
- Henri Guybet : André
- Anne Girouard : Marie-Pierre
- Bertrand Domine : Le client de la charcuterie
- Gérard Moulevrier : Médecin polyclinique
- Marine Platini : Médecin
- Yvonne Dherin : Amatxi
- Roméo Rocheteau : Timmy
- Eric Belin : Le playboy force basque

## Autour du film
À l'origine, le réalisateur Fabien Onteniente avait pensé à Christian Clavier pour le rôle de Gabi, le charcutier, mais, c'est finalement Didier Bourdon qui a joué ce rôle,.